# Cnemophilus macgregorii
El ave del paraíso crestada (Cnemophilus macgregorii) es una especie de ave paseriforme de la familia Cnemophilidae endémica de Nueva Guinea. 

## Taxonomía y distribución

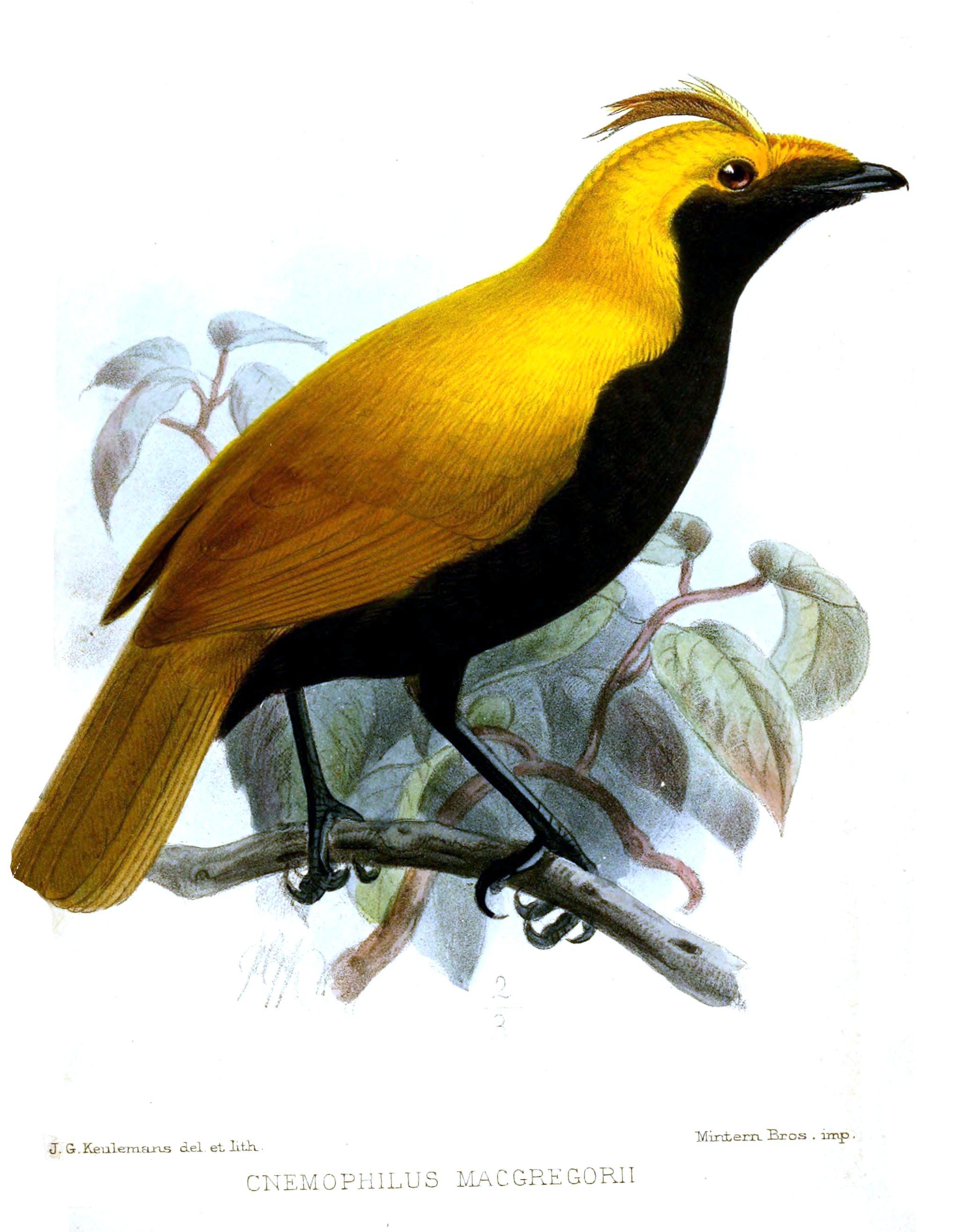

Anteriormente se situaba en la familia Paradisaeidae, hasta que los análisis de ADN demostraron que no está cercanamente emparentada con las verdaderas aves del paraíso. Se encuentra en las selvas de montaña de la isla de Nueva Guinea, tanto en la parte perteneciente a Indonesia como en Papúa Nueva Guinea. Se reconocen dos subespecies, la nominal macgregorii que se extiende del sureste de Papúa Nueva Guinea hacia el noroeste al menos hasta Ekuti Divide, al este de la separación entre Watut y Tauri Gap; y sanguineus presente en las montañas del centro y este de Papúa Nueva Guinea.